# Temple de Montou (Médamoud)
Pour les articles homonymes, voir Temple de Montou.
Le temple de Montou situé à Médamoud, anciennement Madu, est un temple égyptien voué au culte de Montou. Ce site localisé au nord est de Karnak et à 8 km de la ville de Louxor fut fouillé par l'archéologue Fernand Bisson de La Roque de 1925 à l'après-guerre, et révéla de nombreuses constructions dont un temple de briques crues dédié à l'ancien dieu de la guerre à la tête de taureau Montou daté de Sésostris III. Ce temple remplaça un ancien sanctuaire composé d'une enceinte ouverte par un pylône et enfermant deux buttes qui abritaient des chapelles de culte. On pense que ce sanctuaire primitif remonte à l'Ancien Empire.

## Le temple du Moyen Empire

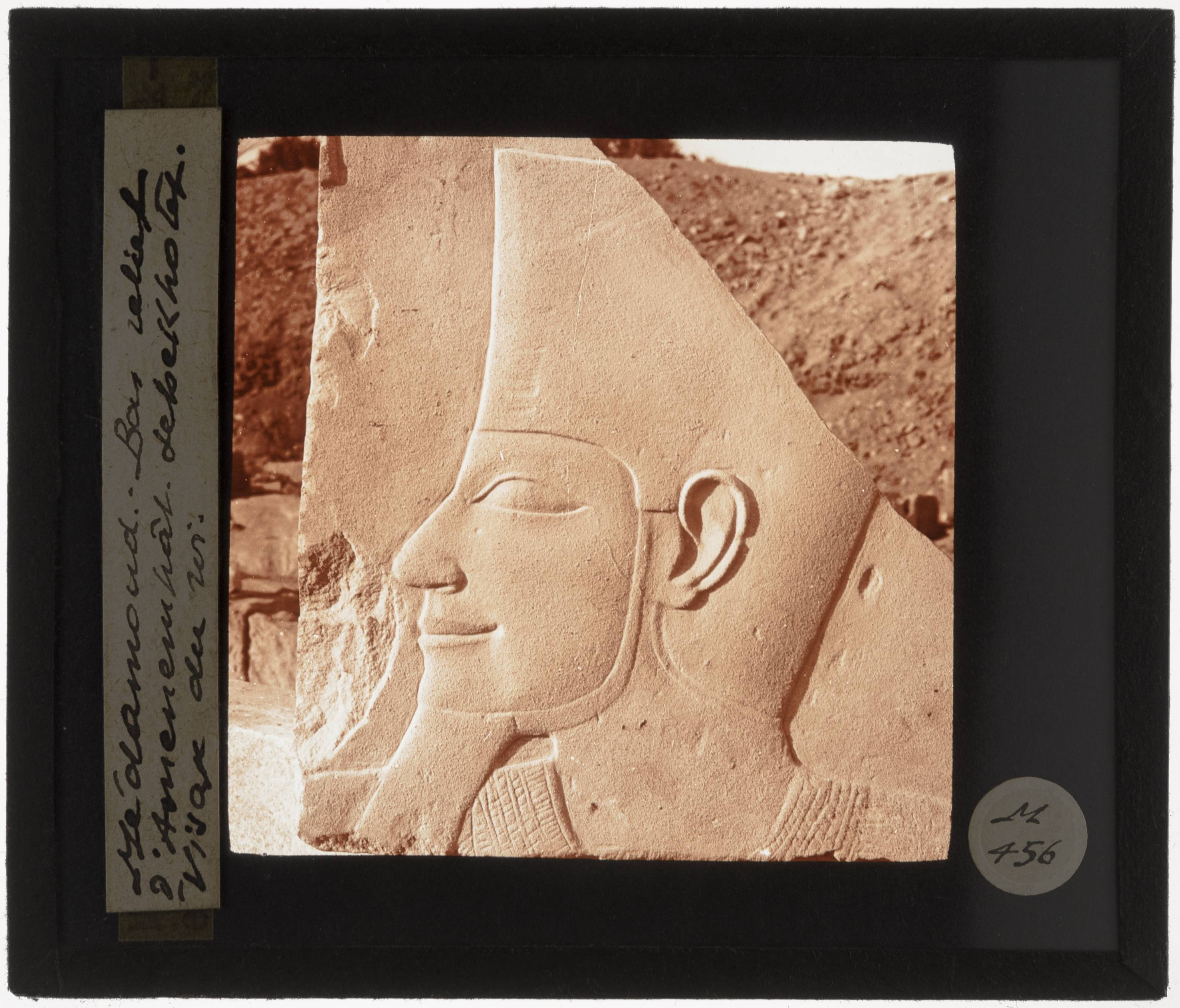
Haut relief représentant Sekhemrê-Khoutaouy Amenemhat-Sobekhotep, dans le temple de Montou.

L'édifice de la XIIe dynastie constitue l'un des rares exemples de fondations religieuses du Moyen Empire qui nous soient connus aujourd'hui avec le temple de Sésostris III en Abydos, le temple de Rénénoutet à Médinet Mâdi et de Qasr el-Sagha dans le Fayoum qui datent de la même époque ou légèrement postérieurs à l'exemple de Médamoud, et bien sûr le temple funéraire de Montouhotep II de la XIe dynastie à Deir el-Bahari. 
Grâce aux fouilles du XXe siècle on a pu en relever le plan général mais il est difficile aujourd'hui de s'en faire une idée précise en élévation tant ce sanctuaire fut remanié aux époques ultérieures et les ruines que l'on peut encore visiter datent en définitive principalement de l'époque gréco-romaine (voir plus bas). 
Il était composé d'une première enceinte de 200 × 180 mètres, orientée nord-sud dont les principaux accès se faisaient par l'est et le nord, qui enfermait le temple proprement dit et ses dépendances. Un lac sacré se trouvait probablement sur le côté ouest du temple qui reprenait l'orientation de l'enceinte. L'ensemble était composé de deux parties distinctes que l'on a interprétées comme étant au nord le temple, et au sud le quartier des prêtres avec ses magasins, son grenier gardé dans sa propre enceinte, et ses six maisons de prêtres. Ces deux parties étaient indépendantes bien que contigües et ne pouvaient communiquer entre elles que par l'extérieur.
Le temple, comme souvent à cette haute époque, était construit en briques crues et seuls les éléments des portes et bases de colonnes étaient en pierre taillée et décorée. 
Ils ont été prélevés du site et exposés dans les musées dont celui en plein air du temple d'Amon-Rê de Karnak. D'autres éléments devaient être réservés en pierre taillée comme les parties les plus intimes du sanctuaire mais aucun vestige n'en a été découvert. Sans doute que ces parties considérées comme sacrées ont été réutilisées dans les édifices postérieurs.
Le plan du sanctuaire du Moyen Empire est donc encore sujet à discussion mais il devait se composer d'au moins une antichambre hypostyle, donnant accès à des chapelles de cultes (naos ?) puis à une grande cour bordée de portiques qu'il est tentant d'imaginer comme étant la cour où vivait le taureau sacré qui était vénéré à Médamoud comme hypostase vivante de Montou.
Ce temple a fourni de nombreux exemples de statuaires royales et les éléments lithiques de son architecture que l'on peut découvrir dans les collections égyptologiques du monde entier. C'est en effet de Médamoud que proviennent les portes aux noms de Sésostris III dont une est visible au Louvre, et le représente en costume de fête-Sed recevant les offrandes des principales régions d'Égypte. La qualité des reliefs égale celle des reliefs de la chapelle blanche de Sésostris Ier découverte à Karnak et également exposée au musée en plein air du temple d'Amon-Rê.
C'est également de ce temple que proviennent la plupart des statues royales de ce pharaon qui s'est fait représenter pour partie jeune et plein de vigueur et pour l'autre âgé, l'expression du visage marquée par les ans. Il faut probablement mettre en lien ces figures du célèbre pharaon avec les rites de la fête heb-sed qui avait pour principal but de redonner au souverain la vigueur nécessaire pour assumer sa charge royale et divine.
Le temple continuera à être décoré sous la XIIIe dynastie (Deuxième Période intermédiaire), notamment par Sékhemrê-Khoutaouy Amenemhat-Sobekhotep II qui reprit certains reliefs de ses prédécesseurs ainsi que de son illustre ancêtre Sésostris III et que l'on peut découvrir au Musée en plein air de Karnak, le roi est représenté accueilli par le dieu Montou sous sa forme hiéracocéphale, ainsi qu'au Louvre qui conserve les montants et le linteau d'une porte d'une des chapelles du temple, que Sobekhotep réinscrira à son nom.
Le temple sera remanié plus tard par les rois de la XVIIIe dynastie dont Thoutmôsis III, qui rebâtit le sanctuaire en pierre et l'orna de statues à son effigie. 
Aujourd'hui il ne reste rien des temples de ces périodes reculées et les vestiges que l'on peut visiter aujourd'hui sont datés essentiellement de la période gréco-romaine.

## Le temple tardif

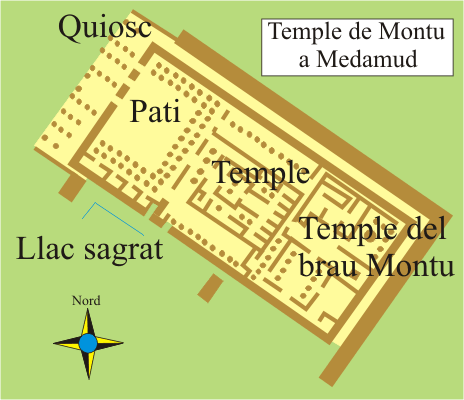
Plan schématique du temple de Montou à Médamoud

Le site est maintenant accessible au public (billets d'entrée délivré au guichet du temple de Karnak) mais des équipes d'archéologues et de restaurateurs y travaillent chaque année et ont délimité un périmètre (parfois symbolique) afin de stopper l'avancée de la ville moderne qui empiète inexorablement sur les vestiges antiques de l'ancienne cité du dieu Montou.
Dans son état actuel le temple remonte à la période ptolémaïque et a continué à être agrandi et décoré sous les empereurs romains. On peut relever les cartouches de nombreux empereurs dont notamment ceux de Tibère, par exemple sur les premières assises conservées du péribole qui enfermait le sanctuaire dont on a pu relever un plan précis.
Un quai auquel on accédait par un canal relié au temple de Montou de Karnak, précédait un dromos de sphinx assez ruinés aujourd'hui. Le quai est lui en meilleur état et même s'il est envahi par l'herbe qui pousse sur tout le site, on peut encore trouver des témoignages millénaires de pèlerins sous la forme de graffiti en démotique, dédicaces ou encore empreintes de pieds gravées (on connait d'autres exemples célèbres de ce genre de témoignages pieux notamment sur les restes du toit de la grande salle hypostyle de Karnak).
En suivant cette allée processionnelle on parvenait à une grande porte dont la décoration date du règne de Tibère et dont il ne reste que les montants latéraux, le linteau et la gorge qui la couronnaient ayant disparu ou plus probablement étant à rechercher parmi les alignements de blocs déposés et répertoriés à proximité par les chercheurs. 
Cette porte monumentale perçait l'enceinte ptolémaïque du domaine dans l'axe du temple de Montou. Cette enceinte était percée d'une autre porte datée des Ptolémées non loin de celle de Tibère et qui donnait sur une partie du domaine réservée à un autre bâtiment dont la construction remonte à Ptolémée II.
Ce monument est totalement arasé jusqu'aux fondations et il est difficile de se faire une idée de sa destination cultuelle (mammisi, temple ou chapelle reposoir ?).

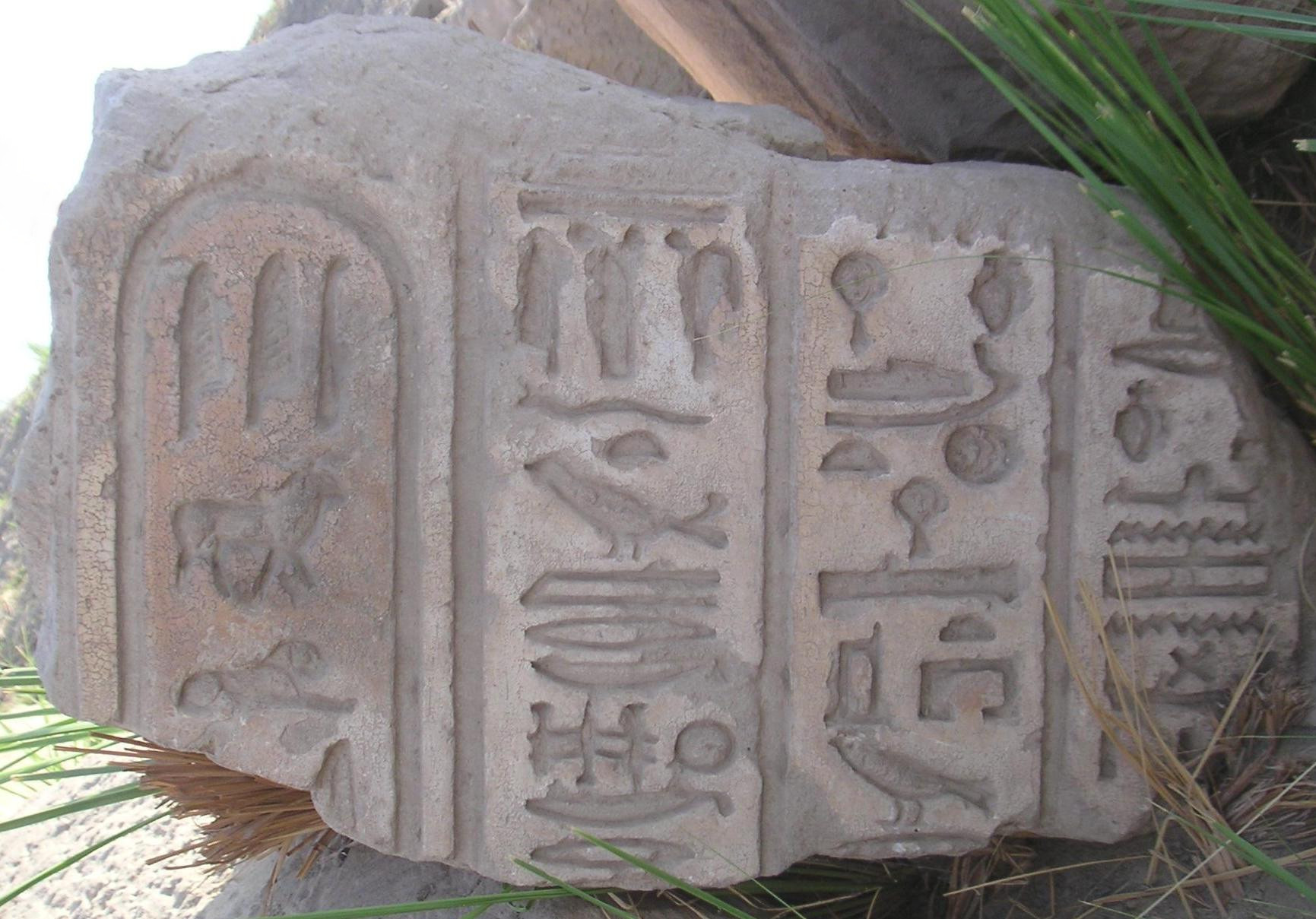
Temple de Médamoud ; relief au nom de Tibère

Dans l'axe de la porte de Tibère on trouve le pylône d'entrée du temple édifié par Ptolémée VIII Évergète II, qu'il précéda de trois kiosques reposoirs destinés à abriter les barques divines et leurs porteurs lors de leurs sorties rituelles et dont la décoration s'acheva sous Ptolémée XII. Ce pylône était le seul accès à l'enceinte du Nouvel Empire protégeant le temple et ses annexes.
Suivait une grande cour également commandée par Ptolémée VIII bordée de portiques sur trois côtés et dans laquelle se trouvait un autel pour les sacrifices rituels. La décoration de cette cour prit fin sous Antonin le Pieux dont on a pu relever les cartouches sur les bases de colonnes.
De ces ensembles peu de vestiges sont encore repérables au contraire de la façade du portique de la salle hypostyle élément devenu classique dans l'architecture des temples de l'Égypte tardive.
Composée de douze colonnes, elle fut érigée toujours sous Ptolémée VIII qui fut donc l'un des grands reconstructeurs de Médamoud. Quatre des six colonnes de la façade sont encore reliées entre elles par des murs bahuts, ou murs d'entrecolonnement, et se dressent toujours nous donnant une idée de l'élévation de l'ensemble du temple.
Les éléments du temple intime sont datés eux du début de l'époque ptolémaïque qui vit le remaniement complet du sanctuaire de Médamoud autour du naos du Nouvel Empire, et qui ne cessera alors d'être embelli pendant près de cinq-cents ans par les souverains lagides puis romains.
Certains de ces éléments remontant à Ptolémée III et Ptolémée IV sont actuellement conservés et exposés au Musée des Beaux-Arts de Lyon. La décoration de cet ensemble monumental est intéressante car elle décrit les scènes traditionnelles de la fête-Sed. On peut ainsi voir le roi en costume traditionnel recevoir les offrandes comme pour l'exemple de Sésostris III cité plus haut ou accomplissant la course rituelle, étape importante de cette cérémonie de la régénération du pouvoir royal. Nous aurions là l'exemplaire iconographique le plus tardif de cette cérémonie qui fut représentée la première fois dans le complexe de Djéser de la IIIe dynastie à Saqqarah quelque deux-mille-cinq-cents ans plus tôt.

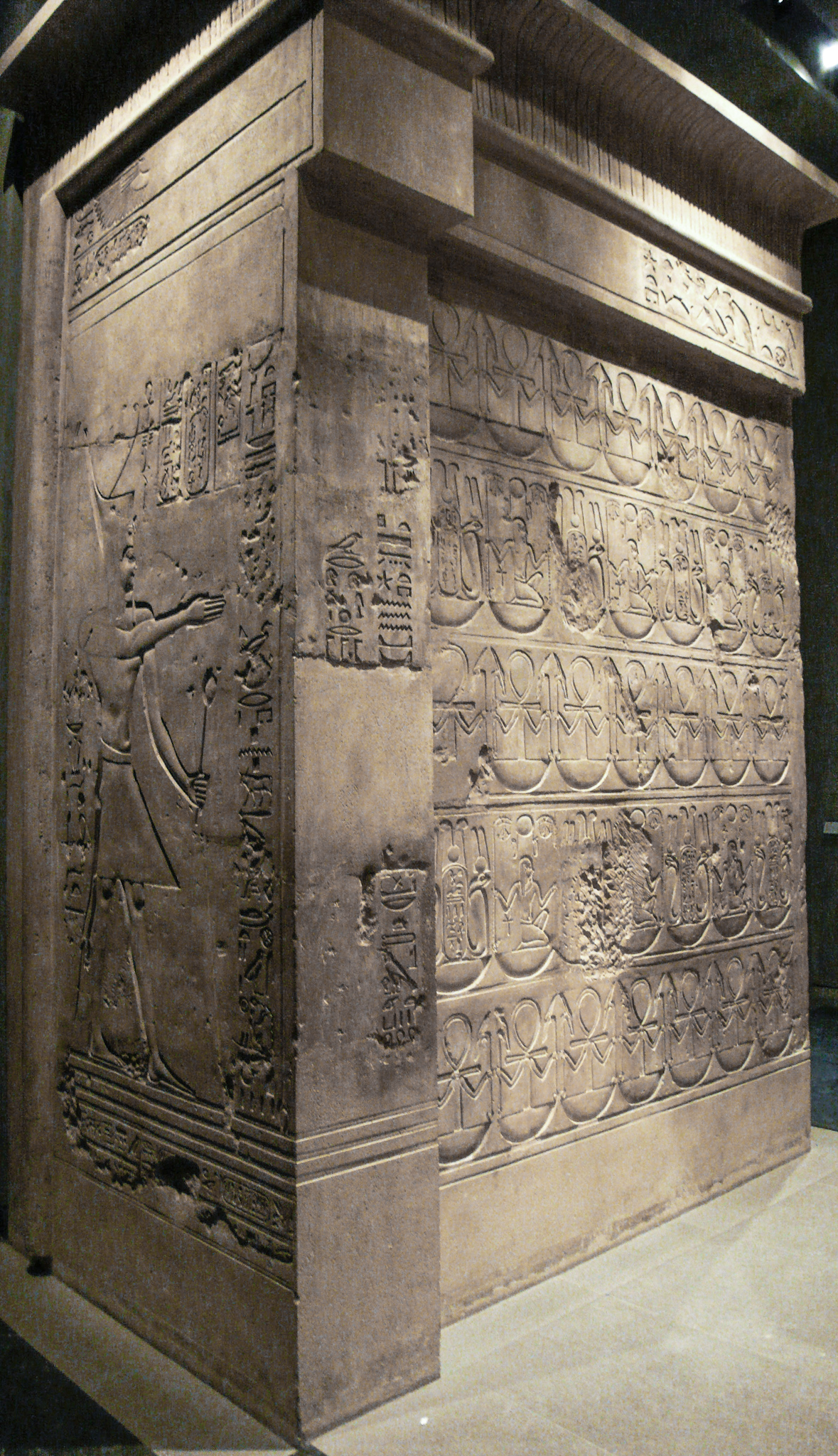
Porte de Ptolémée IV - Musée des Beaux-Arts de Lyon

Suivaient alors toute une série de chapelles destinées au culte du dieu local qui formaient le temple proprement dit avec sa salle de la barque et son naos, ainsi qu'un sécos qui est interprété comme étant la partie du temple où vivait le taureau Boukhis incarnation vivante, mais tardive du dieu Montou. Cette section du temple était indépendante de la précédente, un peu comme dans l'exemple du Moyen Empire et comprenait une succession de cours, parfois à colonnade, dont une possédait un bassin ou un abreuvoir destiné sans doute au taureau sacré.
Cette partie architecturale du temple nous est très précieuse car il s'agit du seul exemple qui soit parvenu jusqu'à nous de temple à sécos c’est-à-dire comprenant une partie spécialement destinée à abriter l'hypostase de la divinité. Hérodote nous a laissé un témoignage de l'existence d'un tel sanctuaire pour l'Apis mais sans précisions sur son aspect intérieur (car à l'époque ces parties des temples étaient inaccessibles au commun des mortels) et les exemples de Memphis ou d'Héliopolis sont eux irrémédiablement perdus ou restant à découvrir.
Le temple de Montou de Médamoud nous permet d'éclairer quelque peu le fonctionnement de ces cultes des taureaux très populaires en Égypte ancienne.
En effet à l'instar des mammisi à l'époque tardive qui se répétèrent dans presque tous les temples reconstruits ou agrandis par les derniers pharaons de l'Égypte antique, il est probable que ces temples consacrés à des dieux vivants suivaient un schéma comparable partout où le dieu se révélait par le biais d'un taureau.
Le temple de Médamoud pourrait être alors le lieu où était révélé et vivait le dieu Montou sous sa forme de taureau sacré tandis que celui d'Erment serait le temple consacré à sa mort, une nécropole des taureaux sacrés y a été découverte à proximité que l'on nomme la Bouchéum.
L'ensemble était ceint par un mur formant un long couloir dont seuls restent visibles les premières assises et qui par chance nous ont conservé des scènes inédites du culte du taureau Boukhis qui datent essentiellement de l'empereur Domitien.
On notera notamment une procession de chanteurs et musiciens s'avançant religieusement vers le dais qui abritait l'animal sacré devant lequel Trajan en costume traditionnel du pharaon consacre une offrande.
L'enceinte du temple comprenait également un lac sacré et un puits profond, construit avec les éléments du temple du Nouvel Empire et que les habitants du village actuel ont comblé avec les pierres du temple de Montou car il représentait un danger mortel pour les enfants qui ont fait de cet espace archéologique leur terrain de jeu.
Enfin bien plus tard une église copte à trois nefs sera érigée aux IVe siècle et Ve siècles.

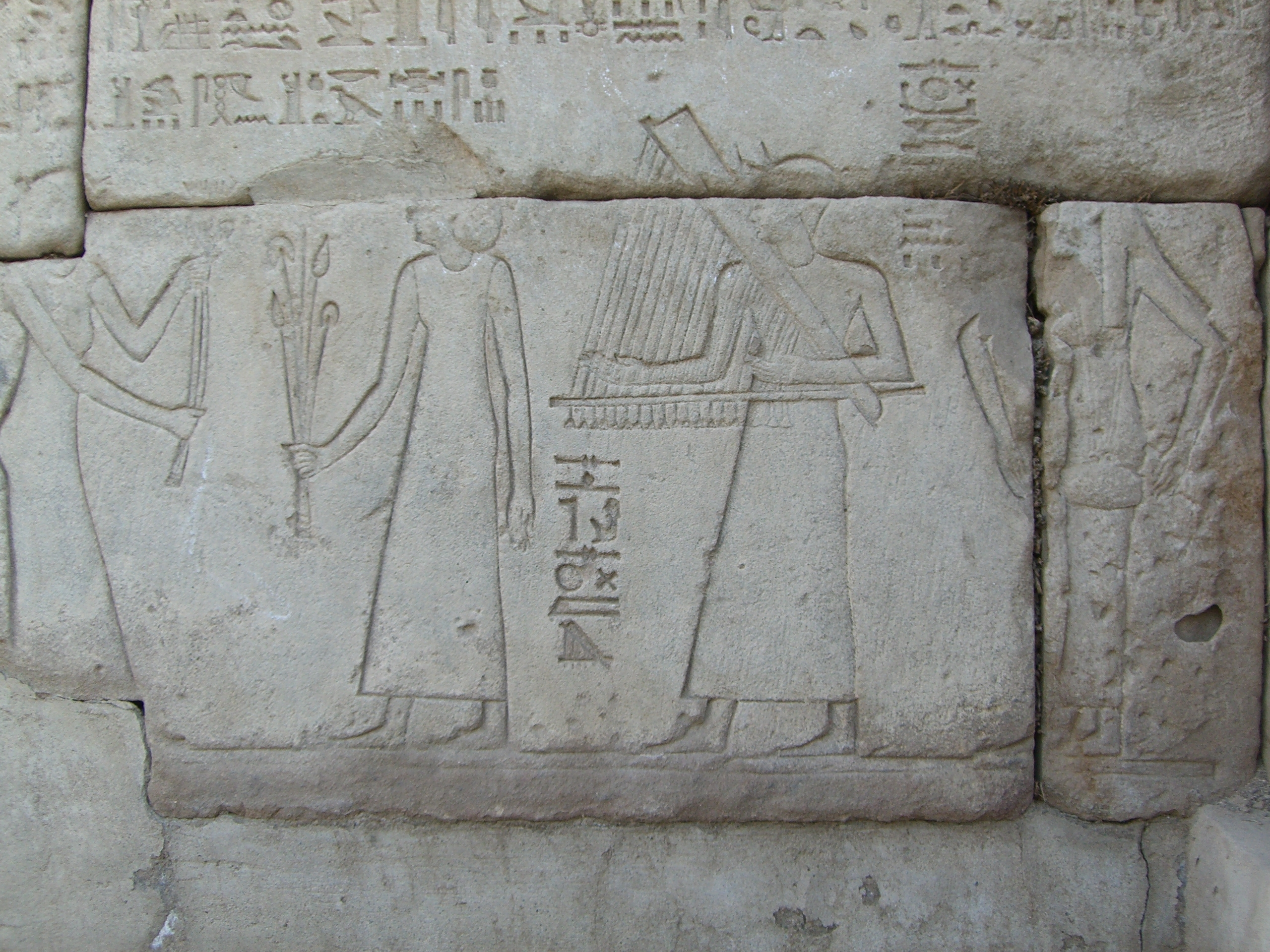
Relief de la procession musicale du mur de Trajan